# Prix de physique fondamentale
Le prix de physique fondamentale (en anglais « Breakthrough Prize in Fundamental Physics »  est attribué par la Fondation du Prix de physique fondamentale (Fundamental Physics Prize Foundation), une organisation à but non lucratif fondée en juillet 2012 par le multimilliardaire russe Yuri Milner.
Chaque prix est doté de trois millions de dollars américains. En juillet 2012, c’est la plus forte somme monétaire attribuée pour récompenser un prix académique.
Un prix pour des jeunes chercheurs, le prix des nouveaux horizons en physique, a aussi été lancé en 2013.

## Lauréats du prix de physique fondamentale
Liste des lauréats du prix de physique fondamentale, : 

### 2012
- Nima Arkani-Hamed : pour des approches originales pour résoudre les problèmes en suspens de la physique des particules.
- Alan Guth : pour l'invention de l'inflation cosmique et sa contribution à la théorie de la génération des fluctuations primordiales de densité résultant des fluctuations quantiques.
- Alexei Kitaev : pour des mémoires quantiques robustes et un calculateur quantique tolérant aux pannes utilisant des phases quantiques topologiques avec des anyons et des particules de Majorana non appariés.
- Maxim Kontsevich : pour ses nombreuses contributions, dont le développement de la symétrie miroir homologique et l'étude des phénomènes de traversée des murs.
- Andrei Linde[6] : pour le développement de l'inflation cosmique, y compris la théorie de la nouvelle inflation, l'inflation éternelle chaotique éternelle et la théorie des multivers inflationnistes, et pour avoir contribué au développement des mécanismes de stabilisation du vide dans la théorie des cordes.
- Juan Maldacena : pour ses contributions à la dualité jauge-gravité , reliant la physique gravitationnelle dans l'espace-temps et la théorie quantique des champs sur les bords de l'espace-temps.
- Nathan Seiberg : pour ses contributions à notre compréhension de la théorie quantique des champs et de la théorie des cordes.
- Ashoke Sen : pour avoir ouvert le chemin à la réalisation que toutes les théories des cordes sont des limites différentes de la même théorie sous-jacente.
- Edward Witten: pour les applications de la topologie à la physique, les symétries de dualité non-perturbative, les modèles de physique des particules dérivés de la théorie des cordes, la détection de la matière noire, et la théorie des twisteurs (approche des cordes tordues) des amplitudes de diffusion des particules, ainsi que de nombreuses applications de la théorie quantique des champs aux mathématiques.
- Stephen Hawking : pour sa découverte de l'évaporation des trous noirs et ses contributions profondes à la  gravité quantique et aux aspects quantiques de l'univers primitif[7].
- Prix spécial à Peter Jenni, Fabiola Gianotti (ATLAS), Michel Della Negra, Tejinder Singh Virdee, Guido Tonelli, Joe Incandela : pour leur rôle dans la découverte du boson de Higgs, par la collaboration d'ATLAS et CMS au grand collisionneur de hadrons[7].

### 2013
- Alexander Markovich Polyakov : pour ses nombreuses découvertes en théorie des champs et en théorie des cordes, notamment le bootstrap conforme, les monopoles magnétiques, les instantons, le confinement/déconfinement, la quantification des cordes dans les dimensions non critiques, la dualité jauge/corde.

### 2014
- Michael Green et John Henry Schwarz : pour avoir ouvert de nouvelles perspectives sur la gravité quantique et l'unification des forces.

### 2015
- Saul Perlmutter et les membres du Supernova Cosmology Project; Brian P. Schmidt, Adam Riess et les membres du  High-Z Supernova Team : pour la découverte tout à fait inattendue que l'expansion de l'univers s'accélère, au lieu de ralentir comme on l'a longtemps supposé.

### 2016
- Kam-Biu Luk, Yifang Wang et le Daya-Bay-Team, Kōichirō Nishikawa et les équipes K2K et T2K, Atsuto Suzuki et l'équipe KamLAND, Arthur B. McDonald et l'équipe du SNO, Takaaki Kajita, Yōichirō Suzuki et l'équipe du Super-Kamiokande

### 2017
- Joseph Polchinski, Andrew Strominger, Cumrun Vafa

### 2018
- (spécial) Jocelyn Bell Burnell
- Charles L. Bennett, Gary Hinshaw, Norman Jarosik, Lyman Page Jr., David N. Spergel et l'équipe du Wilkinson Microwave Anisotropy Probe

### 2019
- Charles L. Kane et Eugene J. Mele
- Sergio Ferrara, Daniel Freedman et Peter van Nieuwenhuizen

### 2020
- Event Horizon Telescope Collaboration[8],[9]

### 2021
- Eric G. Adelberger, Jens H. Gundlach et Blayne Heckel[10]
- (spécial) Steven Weinberg

### 2022
- Hidetoshi Katori et Jun Ye[11].

### 2023
Charles H. Bennett, Gilles Brassard, David Deutsch, Peter Shor.

### 2024
John Cardy et Alexandre Zamolodtchikov.

### 2025
Le prix est attribué aux contributeurs des expériences menées au CERN sur le Grand collisionneur de hadrons (LHC) entre 2015 et 2024, lorsque la puissance du LHC a été portée à 13 TeV (le LHC Run 2). Le prix est ainsi attribué à un total de 13 508 contributeurs, et la récompense de 3 000 000 $ répartie entre les expériences ATLAS (1 000 000 $), CMS (1 000 000 $), ALICE (500 000 $) et LHCb (500 000 $).
Le prix spécial est attribué à Gerard 't Hooft pour ses apports fondamentaux à la théorie du modèle standard des particules subatomiques.

## Prix des nouveaux horizons en physique
Ce prix, en anglais « New Horizons in Physics Prize » est doté de 100 000 $ et est attribué à des chercheurs prometteurs en début de carrière qui ont déjà produit des travaux importants.

### Lauréats
2013
- Niklas Beisert (de), École polytechnique fédérale de Zurich
- Davide Gaiotto (en), Institut Périmètre de physique théorique
- Zohar Komargodski (en), Institut Weizmann

2014
- Freddy Cachazo (en), Institut Périmètre de physique théorique
- Shiraz Minwalla (en), Tata Institute of Fundamental Research
- Slava Rychkov (en), Université Pierre-et-Marie-Curie

2015
- Sean Hartnoll (de), Université Stanford
- Philip C. Schuster (de) et Natalia Toro (de), Institut Périmètre de physique théorique
- Horacio Casini, Conseil national de la recherche scientifique et technique
- Marina Huerta (en), Université nationale de Cuyo
- Shinsei Ryū, Université de l'Illinois à Urbana-Champaign
- Tadashi Takayanagi, Université de Kyoto

2016
- B. Andrei Bernevig (en), Université de Princeton
- Qi Xiaoliang (en), Université Stanford
- Raphael Flauger (de), Université du Texas à Austin
- Leonardo Senatore (en), Université Stanford
- Liang Fu (de), Massachusetts Institute of Technology
- Yuji Tachikawa (de), Université de Tokyo

2017
- Frans Pretorius, Université de Princeton
- Simone Giombi (de), Université de Princeton
- Xi Yin (en), Université Harvard
- Asimina Arvanitaki (en) Institut Périmètre de physique théorique
- Peter W. Graham (en), Université Stanford
- Surjeet Rajendran (de), Université de Californie à Berkeley

2018
- Christopher Hirata (en), Université d'État de l'Ohio
- Douglas Stanford (en), Institute for Advanced Study et Université Stanford
- Andrea Young (en), Université de Californie à Santa Barbara

2019
- Rana Adhikari (en), California Institute of Technology
- Lisa Barsotti (en) et Matthew Evans (de), Massachusetts Institute of Technology
- Daniel Harlow (en), Massachusetts Institute of Technology
- Daniel L. Jafferis (en), Université Harvard
- Aron Wall (en), Université Stanford
- Brian Metzger (de), Université Columbia

2020
- Xie Chen (en), California Institute of Technology

- Lukasz Fidkowski (de), Université de Washington
- Michael Levin (de),  Université de Chicago
- Max Metlitski (de), Massachusetts Institute of Technology
- Jo Dunkley, Université de Princeton
- Samaya Nissanke (en), Université d'Amsterdam
- Kendrick Smith (de), Institut Périmètre de physique théorique
- Simon Caron-Huot (en), Université McGill
- Pedro Vieira (en), Institut Périmètre de physique théorique  et Centre international de physique théorique

2021
- Tracy Slatyer, Massachusetts Institute of Technology
- Rouven Essig (de), Université d'État de New York à Stony Brook
- Javier Tiffenberg (d), Fermilab
- Tomer Volansky (d), Université de Tel Aviv
- Tien-Tien Yu (d), Université de l'Oregon
- Ahmed Almheiri (en), Institute for Advanced Study
- Netta Engelhardt (en), Massachusetts Institute of Technology
- Henry Maxfield (d), Université de Californie à Santa Barbara
- Geoff Penington (d), Université de Californie à Berkeley

2022
- Suchitra Sebastian, Université de Cambridge
- Alessandra Corsi (en), Université Texas Tech
- Gregg Hallinan (d), California Institute of Technology
- Mansi Manoj Kasliwal (d), California Institute of Technology
- Raffaella Margutti (d) Université de Californie à Berkeley
- Dominic Else (d), Université Harvard
- Vedika Khemani (en), Université Stanford
- Haruki Watanabe (en), Université de Tokyo
- Norman Y. Yao (d), Université de Californie à Berkeley

2023
- David Simmons-Duffin (d), California Institute of Technology
- Anna Grassellino (en), Fermilab
- Hannes Bernien (d), Université de Chicago
- Manuel Endres (d), California Institute of Technology
- Adam M. Kaufman (d), JILA
- Kang-Kuen Ni (d), Université Harvard
- Hannes Pichler (de), Université d'Innsbruck et Académie autrichienne des sciences
- Jeff Thomson (d), Université de Princeton

2024
- Michael Johnson (d), Harvard-Smithsonian Center for Astrophysics
- Alexandru Lupsasca (d), Université Vanderbilt
- Mikhail Ivanov (d), Massachusetts Institute of Technology
- Oliver Philcox (d), Université Columbia et Fondation Simons
- Mikhail Ivanov (d), Université de Florence
- Laura M. Pérez (en), Université du Chili
- Paola Pinilla (en), University College de Londres
- Nienke van der Marel (d), Observatoire de Leyde
- Til Birnstiel (d), Université Louis-et-Maximilien de Munich

2025
- Sebastiaan Haffert (d), Université de Leyde, Université de l'Arizona
- Waseem Bakr (d), Université de Princeton
- Jeongwan Haah (d), Université Stanford
- Rebecca Jensen-Clem (d), Université de Californie à Santa Cruz
- Maaike van Kooten (d), Conseil national de recherches Canada

## Critiques
Certains scientifiques ont émis des critiques concernant ces « méga-prix ». Un commentaire plus détaillé est paru dans le journal Nature :
« What's not to like? Quite a lot, according to a handful of scientists... You cannot buy class, as the old saying goes, and these upstart entrepreneurs cannot buy their prizes the prestige of the Nobels. The new awards are an exercise in self-promotion for those behind them, say scientists. They could distort the meritocracy of peer-review-led research. They could cement the status quo of peer-reviewed research. They do not fund peer-reviewed research. They perpetuate the myth of the lone genius....
As much as some scientists may grumble about the new awards, the financial doping that they bring to research and the wisdom of the goals behind them, two things seem clear. First, most researchers would accept such a prize if they were offered one. Second, it is surely a good thing that the money and attention come to science rather than go elsewhere. It is fair to criticize and question the mechanism—that is the culture of research, after all—but it is the prize-givers' money to do with as they please. It is wise to accept such gifts with gratitude and grace,. »